# 算盤坊主

鳥取県境港市・水木しげるロードに設置されている「算盤小僧」のブロンズ像。

算盤坊主（そろばんぼうず）または算盤小僧（そろばんこぞう）は、京都府船井郡西別院に伝わる妖怪。夜、寺や神社の木の下で算盤を弾く坊主（小僧）姿のものといわれる。

## 概要
西別院村笑路（現：亀岡市）では、夜中に笑路の西光寺の近くを通ると、寺のそばにあるカヤの木の下に坊主の姿で現れ、木の下で盛んに算盤を弾き始めるものを「算盤坊主」と呼ぶ。タヌキの仕業ともいわれているが、その寺では、かつて計算を間違えて和尚に叱られた小坊主が、その木で首を吊って自殺したと言われており、その坊主の霊とも言われている。
また、この西光寺の隣の素盞嗚神社でも、毎晩午前1時頃、境内の大木の下に少年の姿で現れて算盤の稽古を始めるものを「算盤小僧」という。一説によれば、この少年は西光寺の開山・萬安英種という和尚で、幼い頃に夜中に人知れず勉学に励んでいた姿だと伝えられている。